# Plougasnou
Plougasnou är en kommun i departementet Finistère i regionen Bretagne i västra Frankrike. Kommunen ligger i kantonen Lanmeur som tillhör arrondissementet Morlaix. År 2022 hade Plougasnou 3 035 invånare.

## Befolkningsutveckling
Antalet invånare i kommunen Plougasnou
Referens:INSEE